# Lobosocytheropteron bartolomensis
Lobosocytheropteron bartolomensis is een mosselkreeftjessoort uit de familie van de Cytheruridae. De wetenschappelijke naam van de soort is voor het eerst geldig gepubliceerd in 1974 door Ishizaki & Günther.